# Kamendaka javana
Kamendaka javana är en insektsart som först beskrevs av George Willis Kirkaldy 1907.  Kamendaka javana ingår i släktet Kamendaka och familjen Derbidae. Inga underarter finns listade i Catalogue of Life.